# Château du Fort (Mézilles)
Pour les articles homonymes, voir Château du Fort.
Le château du Fort est un château situé à Mézilles, en France.

## Localisation
Le château est situé dans le département français de l'Yonne, sur la commune de Mézilles, sur les hauteurs du bourg.

## Historique
L'édifice est inscrit au titre des monuments historiques en 1996.